# Palau Blaugrana
El Palau Blaugrana es el pabellón cubierto, propiedad del Fútbol Club Barcelona, donde disputan sus partidos oficiales los primeros equipos de las secciones de baloncesto, balonmano, hockey sobre patines y fútbol sala del club.
Está situado en la avenida Arístides Maillol, 12, en el distrito de Les Corts de Barcelona, y en el interior del complejo que acoge el estadio del Camp Nou. Junto al Palau Blaugrana están las oficinas del club, así como la tienda oficial del Fútbol Club Barcelona y el Palau de Gel.

## Historia
Inaugurado el 23 de octubre de 1971, fue diseñado por los arquitectos catalanes Francesc Cavaller y Josep Soteras y su estructura proyectada por el ingeniero madrileño Florencio del Pozo Frutos. Tiene un aforo de 7585 espectadores, todos sentados, gracias a la última remodelación que se llevó a cabo en 1994. Originariamente, el Palau tenía una cabida para 5696 espectadores.
Su principal característica es la gran cúpula, construida de hormigón armado, y que en su momento convirtió el pabellón en uno de los más modernos y vistosos de España.
Como sede habitual de las cuatro secciones profesionales del Fútbol Club Barcelona (baloncesto, balonmano, hockey patines y fútbol-sala), el Palau Blaugrana ha vivido la consecución de la mayoría de las 32 Copas de Europa, 64 Ligas y 64 Copas del Rey obtenidas por dichas secciones, además de innumerables trofeos nacionales e internacionales de menor entidad.
Además de ser testigo de los principales éxitos de los equipos de las secciones del Fútbol Club Barcelona, el Palau Blaugrana también ha acogido importantes eventos musicales y deportivos. En 1972 fue la sede del Masters Grand Prix de tenis (actualmente denominado ATP World Tour Finals), que se disputó sobre una superficie sintética. Como parte de las pruebas-test de cara a los Juegos Olímpicos de 1992, albergó el Campeonato Mundial de Judo de 1991. Durante los Juegos Olímpicos de 1992, celebrados en Barcelona, el Palau fue el escenario de las competiciones de judo, taekwondo y hockey sobre patines.
Del techo del Palau Blaugrana cuelgan las camisetas de los jugadores más importantes del F.C. Barcelona en la historia de sus secciones. Están colgadas, a modo de homenaje las camisetas de:
Seis jugadores de balonmano: Òscar Grau (2) , Xavier O'Callaghan (4) , Enric Masip (5), Iñaki Urdangarín (7) , Joan Sagalés (14) David Barrufet (16) 
Cinco de baloncesto: Andrés Jiménez (4), Nacho Solozábal (7) Juan Carlos Navarro (11)  Roberto Dueñas (12) y Juan Antonio San Epifanio, «Epi» (15); 
Una de  hockey patines: Alberto Borregán (21)
Una de fútbol sala: Paco Sedano (28)

## Eventos deportivos más importantes
- 1972: Copa Masters de Tenis.
- 1976: Campeonato Europeo de Taekwondo.
- 1979: Fase final del Campeonato Mundial B de balonmano masculino.
- 1979: Campeonato europeo de hockey sobre patines.
- 1980: Supercopa de Europa de hockey sobre patines.
- 1981: Final de la Copa Korac de baloncesto.
- 1984: Final de la Recopa de Europa de Balonmano.
- 1985: Fase final del Campeonato Mundial de Clubes de Baloncesto.
- 1985: Campeonato Mundial de Esgrima.
- 1985: Copa del Rey de Baloncesto.
- 1986: Final de la Copa Ronchetti de baloncesto.
- 1986: Final de la Copa del Rey de Balonmano.
- 1991: "Final Four" de la Copa de Europa femenina de baloncesto.
- 1991: Campeonato del Mundo de Judo.
- 1992: Juegos Olímpicos de Barcelona 1992, disputándose las competiciones de judo, taekwondo, y la final de hockey sobre patines (este último como deporte de exhibición).
- 1997: "Final Four" de la Liga europea de hockey sobre patines.
- 1998: Supercopa de Europa de Balonmano.
- 1998: Copa Intercontinental de hockey sobre patines.
- 2002: Velada de boxeo, disputándose el Título Europeo del peso pluma (EBU) entre Óscar Sánchez y Santiago Rojas y el Título de la Unión Europea del peso medio (EBU) entre Xavier Moyá y Javier Castillejo.
- 2002: Velada de boxeo, disputándose el Título Europeo del peso pluma (EBU) entre Óscar Sánchez y Frederic Bonifai y el Título de la Unión Europea del peso medio (EBU) entre Javier Castillejo y Pierre Moreno.
- 2008: Copa ASOBAL de balonmano.
- 2008: "Final Four" de la Liga europea de hockey sobre patines.
- 2019: World Roller Games Fase Final de hockey sobre patines.

Además de los citados eventos, el Palau ha sido sede de diversas finales en formato de doble partido o de "play-off" en los que ha intervenido el equipo local en sus diferentes secciones.

Baloncesto:
- Final de la Copa Korac de baloncesto: 1975, 1987 y 1999.
- Final de la Supercopa de Europa de Baloncesto: 1986.
- "Play-off" final de la Liga ACB de baloncesto: 1984, 1986, 1987, 1988, 1989, 1990, 1995, 1996, 1997, 1999, 2000, 2001, 2003, 2004, 2007, 2008, 2009, 2010, 2011, 2012, 2013 y 2014, 2015, 2016, 2019, 2021, 2022, 2023.

Balonmano:
- Final de la Copa de Europa de Balonmano: 1990, 1991, 1996, 1997, 1998, 2000, 2001 y 2005.
- Final de la Recopa de Europa de Balonmano: 1985, 1986, 1994 y 1995.
- Final de la Copa EHF de balonmano: 2002 y 2003.
- "Play-off" final de la Liga ASOBAL de balonmano: 1998, 1999 y 2000.

Hockey sobre patines:
- Final de la Copa de Europa de hockey sobre patines: 1973, 1974, 1976, 1978, 1979, 1980, 1981, 1982, 1983, 1984, 1985 y 1996.
- Final de la Recopa de Europa de hockey sobre patines: 1977.
- Final de la Copa de la CERS de hockey sobre patines: 1990, 2006.
- Final de la Supercopa de Europa de hockey sobre patines: 1981, 1983, 1983, 1984, 1985, 1987 y 1997.
- Final de la Copa Continental de Hockey sobre patines: 2000, 2001, 2002, 2004, 2005 y 2006.
- "Play-off" final de la OK Liga de hockey sobre patines: 1996, 2001, 2002, 2003, 2004, 2005, 2006, 2007, 2008 y 2009.
- Final de la Copa del Rey de hockey sobre patines: 1986 y 1987.

Fútbol sala:
- "Play-off" final de la LNFS de fútbol sala: 2011, 2012 y 2013, 2016, 2017, 2018, 2019, 2021, 2022, 2023.

## Dorsales retirados

### Baloncesto
- 4 - Andrés Jiménez
- 7 - Nacho Solozábal
- 11 - Juan Carlos Navarro
- 12 - Roberto Dueñas
- 15 - Juan Antonio San Epifanio "Epi"

### Balonmano
- 2 - Óscar Grau
- 4 - Xavier O'Callaghan
- 5 - Enric Masip
- 7 - Iñaki Urdangarín
- 8 - Víctor Tomás
- 14 - Joan Sagalés
- 16 - David Barrufet

### Hockey
- 1 - Aitor Egurrola
- 21 - Alberto Borregán

### Fútbol sala
- 28- Paco Sedano

## Futuro
El club está en proceso de construcción del nuevo Palau Blaugrana, se enmarcará en el proyecto Espai Barça. Se tratará de un gran pabellón multifuncional y la idea en estos momentos es que su capacidad ronde las 15 000 localidades. Además de este pabellón principal se construirá otro de dimensiones más reducidas (unos 3000 asientos), que seguramente se ubicará en los terrenos que actualmente ocupa el Palau Blaugrana 2. Esta segunda instalación albergará de forma regular los partidos de los equipos de balonmano, hockey patines y fútbol sala, mientras que el nuevo Palau será utilizado mayoritariamente por el equipo de baloncesto, aunque el resto de secciones también recurrirán a él en partidos de especial trascendencia.
La necesidad de un nuevo Palau se ha acentuado tras la decisión de la Euroliga a obligar a todos sus equipos a jugar en pabellones de al menos 10 000 localidades a partir de la temporada 2011-2012. Durante las obras del nuevo Palau, que podrían durar entre uno y dos años, el primer equipo de básquet deberá 'exiliarse' temporalmente al Palau Sant Jordi. El presupuesto global del proyecto, incluida la construcción del 'Palauet' y de algún polideportivo adicional, rondará los 50 millones de euros.

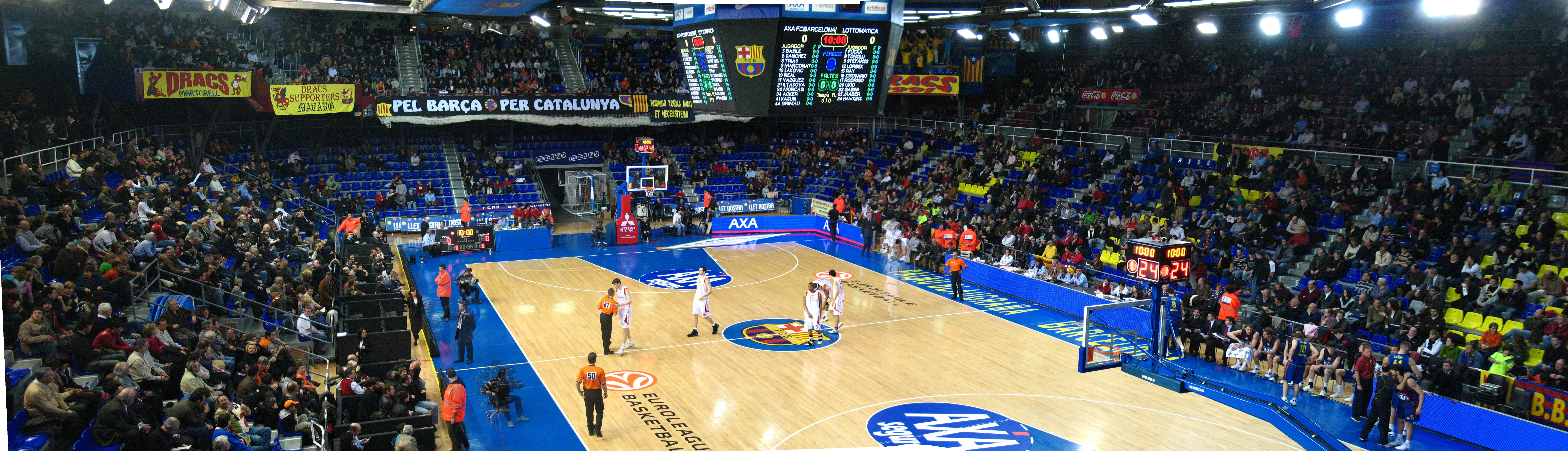
Aspecto del Palau Blaugrana durante la disputa del encuentro que enfrentó al F.C. Barcelona y a la Lottomatica Roma de Euroliga en febrero de 2008.